# Знаме на Карачаево-Черкезия
Знамето на Карачаево-Черкезия, федерален субект и република в Руската федерация е одобрено на 26 юли 1996 г.
Флагът се състои от три равни по-големина ленти с цветове от горе надолу: светло синьо, зелено и червено. Синьото символизира мир и добри намерения. Червеното символизира топлина и обединение на хората в Карачаево-Черкесия. В центъра на зелената лента има кръг, в който са изобразени Слънце изгряващо зад планина представящи изгледа на републиката. Подобен символ присъства и в знамето на република Кабардино-Балкария.